# Justin Lékoundzou Itihi Ossetoumba
Justin Lekoundzou Itihi Ossetoumba (1941 - 25 novembre 2021) est un homme politique congolais. Il est membre fondateur du Parti congolais du travail (PCT) et, pendant le régime du parti unique du PCT, il a occupé des postes importants au sein du parti et du gouvernement dans les années 1970 et 1980. Il a de nouveau servi au gouvernement de 1997 à 2002 et est élu à l'Assemblée nationale du Congo-Brazzaville en 2002.

## Carrière politique
Lekoundzou est né à Boundji, situé dans la région de la Cuvette au nord du Congo français. Sous Marien Ngouabi, il est inclus dans le Comité exécutif de cinq membres du Conseil national de la révolution (CNR) au pouvoir en tant que président de la Commission d'organisation le 21 juin 1969. Lors de la fondation du PCT en décembre 1969, il devient membre de son Bureau politique et se voit confier la responsabilité des entreprises d'État ; il reste membre du Bureau politique jusqu'en décembre 1971. Lekoundzou fut alors ministre de l'Industrie, des Mines et du Tourisme de décembre 1971 au 30 août 1973. Il fut également directeur de la raffinerie de pétrole de Pointe-Noire pendant un temps.
En 1979, Lekoundzou fut de nouveau élu au Bureau politique du PCT ; à ce moment-là, l'organisme est composé de dix membres, et il fut chargé de la planification et de l'économie. Lekoundzou est ministre des Finances de décembre 1983  jusqu'à sa nomination au poste de ministre du Développement rural le 21 août 1987; il a occupé ce dernier poste jusqu'à son remplacement dans le gouvernement nommé le 13 août 1989. En 1989, il est également chargé de l'organisation au sein du Bureau politique du PCT et devient le deuxième personnage du régime sous la présidence de Denis Sassou Nguesso. Lors des élections parlementaires multipartites de 1992, il est élu à l'Assemblée nationale en tant que candidat du PCT.
Après le retour au pouvoir de Sassou Nguesso en octobre 1997 à la fin de la guerre civile de 1997, Lekoundzou est nommé ministre d'État chargé de la Reconstruction et du Développement urbain le 2 novembre 1997,. Après un peu plus d'un an, il est nommé ministre à la présidence chargé de la Défense nationale le 12 janvier 1999. Lors des élections législatives de mai 2002, Lekoundzou est élu à l'Assemblée nationale comme candidat du PCT dans la circonscription de Boundji ; il a obtenu 58,09 % des voix et a remporté le siège au premier tour. Après les élections, Jacques-Yvon Ndolou est nommé pour remplacer Lekoundzou au poste de ministre à la présidence chargé de la Défense nationale le 18 août 2002 ; Ndolou a succédé à Lekoundzou à ce poste le 21 août. Lekoundzou est ensuite choisi comme président du groupe parlementaire de la majorité présidentielle le 24 août 2002.

### Factionnalisme et activités politiques dans les années 2000
À la tête de la faction conservatrice du PCT, Lekoundzou s'est opposé aux démarches de la faction réformiste du parti, dirigée par le secrétaire général du PCT , Ambroise Noumazalaye, visant à le transformer en un parti plus large au milieu des années 2000. Ce faisant, il est apparemment également en désaccord avec le président Sassou Nguesso, qui est favorable à l’initiative de réforme,. Lekoundzou et ses partisans dominaient le Comité central du PCT, tandis que Noumazalaye et ses partisans dominaient le Bureau politique ; leurs visions divergentes de l'avenir du parti ont produit une longue série de querelles au sein du parti.
Le 31 janvier 2006, Lekoundzou est transporté en France pour y être soigné en urgence en raison d'une « affection cérébrale », tandis qu'un de ses collaborateurs tombe lui aussi malade ; certains soupçonnent qu'il s'agit de victimes d'un empoisonnement. Bien que l'on ait largement cru que Lekoundzou allait mourir, il a survécu et est rentré chez lui où il est accueilli en héros plus tard en 2006. Son retour a déclenché une escalade des conflits au sein du parti ; essayant de prendre le dessus, Lekoundzou a appelé à un congrès du parti, et sa faction a tenu son propre congrès en octobre 2006. La situation est au moins superficiellement résolue en décembre 2006, lorsqu'un congrès du parti impliquant les deux factions est organisé ; Lekoundzou est élu au Bureau politique, mais le pouvoir des conservateurs en général est affaibli. Dans une interview accordée au début de 2007, Sassou Nguesso a déclaré que Lekoundzou, qui vivait en France depuis quelques mois, est là pour des raisons de santé, à sa connaissance, et non en raison d'une quelconque amertume entre eux.
En collaboration avec Jean-Pierre Thystère Tchicaya, président de l'Assemblée nationale, Lekoundzou (qui est toujours président du groupe parlementaire de la majorité présidentielle, mais se trouvait hors du pays pour cause de maladie) a adressé une lettre au président Sassou Nguesso le 24 mars 2007. Dans cette lettre, Lekoundzou et Tchicaya ont appelé à la création d’une commission électorale nationale indépendante pour superviser les élections parlementaires de 2007. Les membres du groupe parlementaire de la majorité présidentielle ont cependant critiqué l'approche employée par Lekoundzou et Tchicaya.
Lekoundzou est encore en France pour cause de maladie lors des élections législatives de juin 2007, mais il s'est néanmoins présenté à la réélection à l'Assemblée nationale en tant que candidat du PCT dans la circonscription de Boundji . Bien qu'il n'ait pas pu faire campagne, il est facilement réélu ; il a remporté son siège au premier tour avec 68,82 % des voix. Il n’a pas assisté à la séance d’ouverture de l’Assemblée nationale le 4 septembre 2007.
Dans le cadre de son opposition à la « rénovation » du PCT, Lekoundzou a fondé l'Association « Marien Ngouabi et l'éthique » ; cette association a entretenu des relations difficiles avec le reste du PCT et les autorités. Le porte-parole de l'association, Jean-Pierre Lokénia, est arrêté le 6 mai 2008. En réponse, Lekoundzou — qui est malade et soigné à Cotonou, au Bénin — a déclaré qu'il envisageait de retourner au Congo pour prendre la place de Lokénia comme prisonnier. Son épouse, Emilienne Lekoundzou, a déclaré que l'association avait été fondée uniquement dans le but d'organiser les conservateurs du PCT et n'était pas hostile au gouvernement ; elle a également déclaré que Lekoundzou avait obtenu l'approbation de Sassou Nguesso avant de fonder l'association. Le 17 mai 2008, l'association a tenu son assemblée générale constitutive et a élu Lekoundzou comme président d'honneur, chargé de la direction de l'organisation, tandis que Marion Madzimba Ehouango est élue comme présidente exécutive et l'épouse de Lekoundzou est élue comme secrétaire générale adjointe.
Il est décédé à Brazzaville le 25 novembre 2021.